# Nissim ben Jacob
Nissim ben Jacob (ebraico: ניסים בן יעקב, noto anche come  Rav Nissim Gaon o in ebr. רבנו נסים, lett. Nissim nostro maestro) (Kairouan, 990 – 1062) era un saggio ebreo, noto per il suo commentario talmudico ha-Mafteach che viene usato come soprannome dell'autore stesso.

## Biografia
Rav Nissim studiò presso la yeshivah di Kairouan (Tunisia), inizialmente con il padre - Jacob ben Nissim ("Rav Yaakov Gaon") che aveva studiato con Hai Gaon - e poi con Chushiel, che succedette a Jacob come Rosh Yeshiva (capo della yeshiva). Nissim stesso poi divenne capo di quella yeshivah; in tale veste è strettamente associato con Chananel Ben Chushiel. Il suo allievo più famoso è probabilmente Isaac Alfasi. Rav Nissim mantenne un'intensa corrispondenza con Hai Gaon e Shmuel Hanaggid, il cui figlio Joseph sposò l'unica figlia di Nissim. Poiché il primo era a Bavel (Babilonia) e quest'ultimo era in Sferad ("Spagna"), Rav Nissim ha anche merito di aver mantenuto operanti, mediante le sue lettere, le linee del discorso rabbinico tra le comunità ebraiche orientali e quelle occidentali.

## Opere
Il commentario Sefer Mafteach Man'ulei Hatalmud (ebraico: "Il libro della chiave del Talmud"; spesso semplicemente ha-Mafteach - "La Chiave", disponibile sul web) è essenzialmente una concordanza di riferimenti al Talmud.  Rav Nissim identifica le fonti delle citazioni mishnaiche, illustrando allusioni oscure ad altri riferimenti della letteratura talmudica. Cita inoltre dalla Tosefta, da Mekhilta, Sifre, Sifrae dal Talmud di Gerusalemme, le cui spiegazioni Nissim preferisce invece di quelle del Talmud babilonese. Ma Nissim non si limitò a citare riferimenti, li contrappose anche a connessioni testuali; tale opera è quindi anche un commentario ed è stampato su numerosi trattati.
Nissim scrisse anche altre opere, alcune delle quali sono andate perse, ma che vengono citate da saggi ebraici successivi:
- "Siddur Tefillah", un siddur (libro di preghiere)
- Un commentario della Torah (ora perduto)
- Un "Sefer ha-Mitzvot" sui comandamenti (ora perduto)
- "Hilkhot Lulav" una polemica contro i Caraiti (ora perduto)
- "Megillat Setarim":  una raccolta di note sulle decisioni halakhiche, spiegazioni e midrashim, più che altro un taccuino per uso privato dell'autore e pubblicato postumo dai suoi allievi.
- Una raccolta di storie, "Sefer Ma'asiyyot ha-Hakhamim wehu Ḥibbur Yafeh meha-Yeshu'ah": circa sessanta storie basate sulla Mishnah, Baraita, i due Talmud e gli scritti midrashici e scritti su richiesta del suocero, Dunash, dopo la morte del figlio.  Tradotto in (EN)  col titolo An Elegant Compilation concerning Relief after Adversity ("Un elegante collezione relativa alla consolazione dopo avversità", cfr. Bibliografia sotto).

## Ritratti letterari
Rabbi Nissim appare come personaggio su A Delightful Compendium of Consolation: A Fabulous Tale of Romance, Adventure and Faith in the Medieval Mediterranean, un romanzo di Burton Visotzky che fornisce altre (immaginarie) notizie biografiche. Il suo titolo, A Delightful Compendium, deriva dall ebraico "Ḥibbur Yafeh".